# 天主教嘉義教區
天主教嘉義教區是天主教會在台灣西南部設置的一個教區，成立於1962年，涵蓋範圍包括雲林縣、嘉義市、嘉義縣等縣市，橫跨閩南人聚集的嘉南平原地帶和鄒族聚集的阿里山山區。目前教區主教為浦英雄主教，教區內共有約60位神父及60位修女服務。

## 沿革
1913年，台灣當時為日治時代中期，教廷將台灣由廈門代牧區獨立出來，成立獨立管區台灣監牧區。1949年12月31日，教廷將台灣的天主教會劃為台北監牧區、高雄監牧區兩大管區，台灣東部分屬兩個監牧區管轄。1952年8月7日，台灣的聖統制度正式建立，聖座將西部平原地帶的雲林縣、嘉義縣（市）、台南市、台南縣、澎湖縣等7個縣市由高雄監牧區獨立出來，設置嘉義監牧區，由陽穀教區主教牛會卿擔任監牧。1961年3月21日，台南市、台南縣、澎湖縣被劃出嘉義監牧區，成立台南教區。1962年4月16日，嘉義監牧區升格為嘉義教區， 賈彥文成為嘉義教區首任主教。
嘉義教區歷任的六位主教中，有五位主教於日後被派往台北總教區或高雄教區擔任主教，使得嘉義教區有「總主教搖籃」的稱號，但也導致嘉義教區常常處於教座出缺的狀態。嘉義教區也是聖言會在台灣的大本營。

## 堂區
嘉義教區共管轄33個堂區、19個兼管區（非獨立堂區），整個教區另劃分為七個總鐸區，每個總鐸區由區內各堂區主任司鐸之中選出一位總鐸，以利於教務管理，並作為各堂區與教區之間的連繫橋樑。由於許多嘉義縣市的許多堂區由聖言會神父管理，故除了堂區與總鐸區之外，上面還有「牧靈區」（Pastoral Region）的設置。

### 雲林牧靈區
斗六總鐸區
- 聖三堂（雲林縣斗南鎮）
- 聖玫瑰堂（雲林縣大埤鄉）
- 聖玫瑰堂（雲林縣斗六市）：兼管2堂區
- 聖母升天堂（雲林縣斗六市）
- 耶穌聖心堂（雲林縣古坑鄉）
- 聖若瑟堂（雲林縣莿桐鄉）
- 聖伯多祿堂（雲林縣西螺鎮）：兼管1堂區

土庫總鐸區
- 耶穌聖心堂（雲林縣虎尾鎮）
- 中華殉道聖人堂（雲林縣土庫鎮）
- 聖若瑟堂（雲林縣褒忠鄉）
- 聖母聖心堂 （页面存档备份，存于）（雲林縣崙背鄉）
- 法蒂瑪聖母堂（雲林縣林內鄉）
- 聖家堂（雲林縣元長鄉）

### 嘉義牧靈區
嘉義市總鐸區
- 聖若望主教座堂（嘉義市東區）
- 聖神堂（嘉義市西區）
- 聖奧德堂（嘉義市東區）
- 七苦聖母堂（嘉義市西區）
- 吳鳳聖若瑟模範勞工堂（嘉義市東區）
- 露德聖母堂（嘉義縣水上鄉）

大林總鐸區
- 中華聖母朝聖地（嘉義縣梅山鄉）
- 聖德蘭堂（嘉義縣民雄鄉）
- 聖母無原罪堂（嘉義縣大林鎮）
- 聖加大利納堂（嘉義縣大林鎮）：兼管1堂區
- 露德聖母堂（嘉義縣溪口鄉）

### 朴子－四湖牧靈區
朴子總鐸區
- 聖家堂（嘉義縣鹿草鄉）
- 基督君王堂（嘉義縣朴子市）：兼管4堂區
- 耶穌聖心堂[永久]（嘉義縣東石鄉）
- 救世主堂（嘉義縣新港鄉）：兼管1堂區
- 聖母聖名堂（嘉義縣六腳鄉）
- 聖若瑟堂（嘉義縣義竹鄉）
- 聖母聖心堂（嘉義縣布袋鎮）
- 善牧堂（雲林縣北港鎮）：兼管1堂區

四湖總鐸區
- 天上母堂（雲林縣東勢鄉）
- 聖彌額爾堂（雲林縣台西鄉）
- 聖母顯靈聖牌堂（雲林縣水林鄉）：兼管1堂區
- 聖文生堂（雲林縣口湖鄉）
- 露德聖母堂（雲林縣口湖鄉）

### 阿里山牧靈區（聖言會牧靈區）
阿里山總鐸區
- 聖若瑟模範勞工堂（嘉義市吳鳳南路）
- 聖神堂（嘉義市博愛路一段）
- 天主之母堂（嘉義縣竹崎鄉）：兼管1堂區
- 露德聖母堂（嘉義縣番路鄉）
- 耶穌君王堂（嘉義縣中埔鄉）：兼管2堂區
- 耶穌無玷聖心堂（嘉義縣中埔鄉）
- 天使堂（嘉義縣竹崎鄉；奮起湖天主堂）
- 法蒂瑪聖母堂（嘉義縣阿里山鄉；特富野天主堂）：兼管5堂區
- 聖若瑟堂（嘉義縣大埔鄉）

## 歷任首牧

### 嘉義宗座監牧區宗座監牧
| 任 | 中文姓名                        | 英文姓名 | 任期                         |
| 1  | 牛會卿主教 （穀陽教區主教兼任） |          | 1961年3月21日－1962年4月16日 |

### 嘉義教區主教
| 任       | 中文姓名                        | 英文姓名 | 任期                          |
| 宗座署理 | 牛會卿主教 （穀陽教區主教兼任） |          | 1962年4月16日－1969年         |
| 教區署理 | 成世光主教 （台南教區主教兼任） |          | 1969年－1970年5月21日         |
| 1        | 賈彥文主教                      |          | 1970年5月21日－1974年12月14日 |
| 2        | 狄剛主教                        |          | 1975年6月21日－1985年5月3日   |
| 3        | 林天助主教                      |          | 1985年11月25日－1994年3月4日  |
| 教區署理 | 吳終源神父                      |          | 1994年3月4日－1994年7月1日    |
| 4        | 劉振忠主教                      |          | 1994年7月1日－2004年7月5日    |
| 教區署理 | 吳終源神父                      |          | 2004年7月5日－2006年1月16日   |
| 5        | 洪山川主教                      |          | 2006年1月16日－2007年11月25日 |
| 教區署理 | 吳終源神父                      |          | 2007年11月25日－2008年1月24日 |
| 6        | 鍾安住主教                      |          | 2008年1月24日－2020年5月23日  |
| 教區署理 | 吳終源神父                      |          | 2020年5月23日－2022年2月15日  |
| 7        | 浦英雄主教                      |          | 2022年4月2日-                 |

## 教區各單位

### 主教公署
嘉義教區的最高統轄機構為嘉義教區主教公署，本部位於嘉義市東區大雅路二段502號，臨近蘭潭風景區。主教公署內設秘書長、教區參議等職務，總主教公署之下共設有11個委員會、數個工作小組、司鐸諮議會、教區法庭等單位，共同肩負起教區內教務的運作。

#### 交通
- 嘉義市公車 黃線 蘭潭國小站

### 相關機構
| 各級學校： - 斗六市聖心修院 - 嘉義市私立宏仁女子高級中學 - 嘉義市私立輔仁高級中學 - 嘉義市私立立仁高級中學 - 嘉義市私立崇仁醫護管理專科學校 - 雲林縣私立正心高級中學 - 雲林縣私立永年高級中學 - 雲林縣私立文生高級中學 活動及靈修中心： - 阿里山福若瑟活動中心 - 奮起湖楊生活動中心 - 斗南鎮道明中心 - 本篤會退省院 | 社福機構： - 天仁社會扶助中心 - 東石聖心教養院 - 斗南福安老人療養所 - 土庫華聖家園 - 六腳安仁家園育幼院 醫療機構： - 天主教若瑟醫院（虎尾鎮） - 天主教聖馬爾定醫院（嘉義市） - 聖光診所（番路鄉） - 樂野村醫療站（阿里山鄉） - 天主教福安醫院（斗南鎮） |

### 腳註
1. ↑  此為在中華民國內政部登記在案的宗教財團法人名稱。
2. ↑   (新闻稿). Holy See Press Office. 2020-05-23  [2020-05-23]. （原始内容存档于2020-05-23） （英语）.

### 書目
- 《台灣天主教手冊》2010年版，台灣地區主教團秘書處編譯，天主教教務協進會出版社出版

### 網站
- Giga-Catholic Information - Diocese of Kiayi 嘉義, Taiwan （页面存档备份，存于）

## 外部連結
- 嘉義教區入口網站 （页面存档备份，存于）
- 嘉義教區聖若望主教座堂（页面存档备份，存于）